# Walter F. Schubert
Walter F. Schubert (geboren 1883 in Schrimm; gestorben 1934) war ein deutscher Bibliothekar und Kunsthistoriker.

## Leben

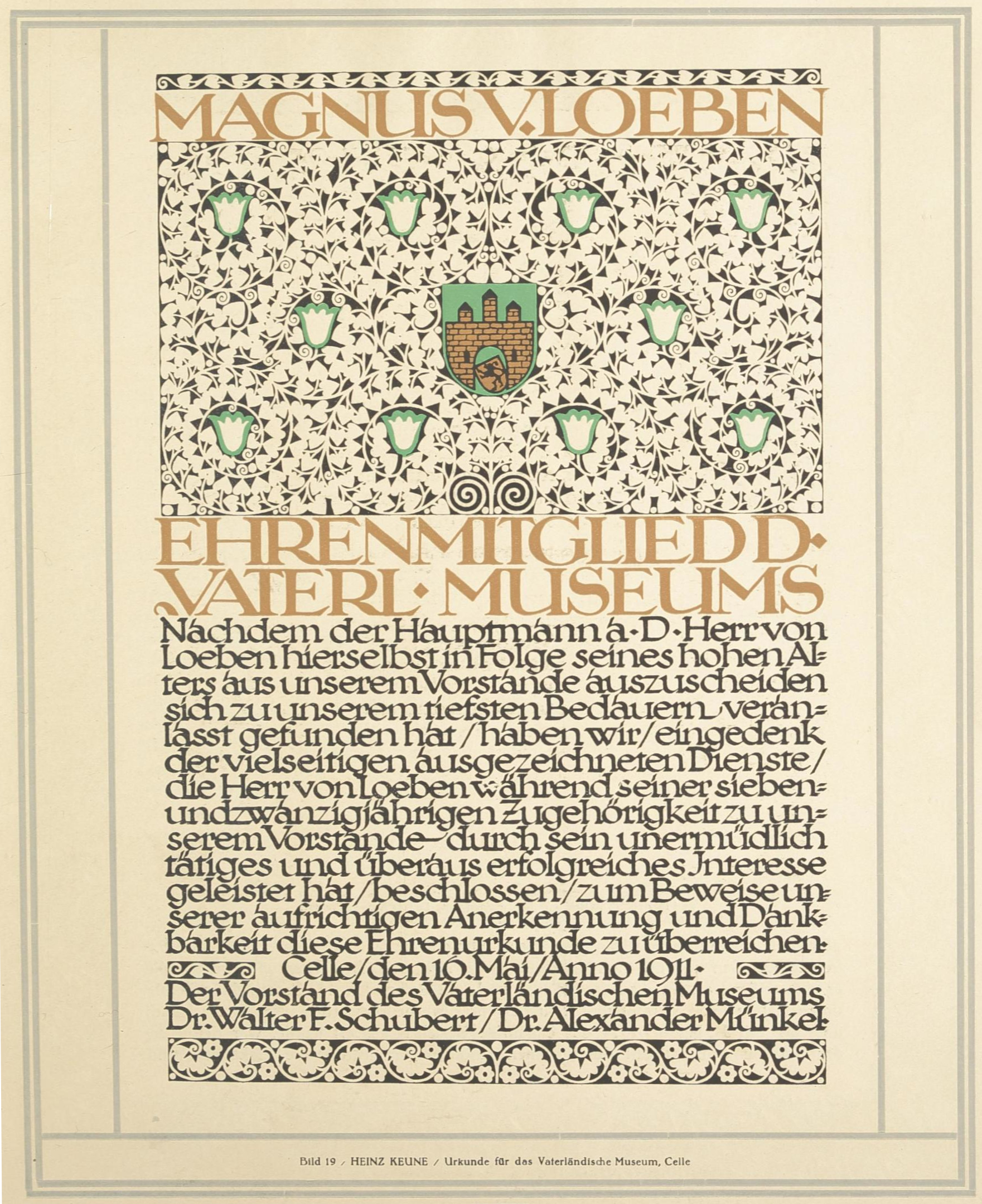
Von Heinz Keune 1911 datierte Urkunde für Magnus von Loeben, Ehrenmitglied vom Vaterländischen Museum in Celle;
mit den Vorständen Schubert und Alexander Münkel

Schubert studierte an der Schlesischen Friedrich-Wilhelms-Universität Rechtswissenschaft. Am 22. Juni 1909 verteidigte er vor Siegfried Brie und Felix Dahn seine juristische Dissertation. Anschließend wirkte er 1909–1913 an der Universitätsbibliothek Breslau, bevor er bis in den Ersten Weltkrieg hinein im Jahr 1916 einer Tätigkeit am Oberlandesgericht Celle nachging. 1916–1919 wirkte er an der Kaiser-Wilhelms-Bibliothek Posen  sowie als Generalsekretär der Deutschen Gesellschaft für Kunst und Wissenschaft. Ab 1919 war er in Berlin als Bibliotheksrat des Königlich Preußischen Statistischen Bureaus tätig. Er galt als einer der führenden Publizisten im Bereich der Gebrauchsgrafik.

## Schriften
- Heinz Keune, in: Das Plakat. Zeitschrift des Vereins der Plakatfreunde e.V., Ausgabe März 1918, S. 53–68; Digitalisat der Sächsischen Landesbibliothek – Staats- und Universitätsbibliothek Dresden
- Reichsgraf Friedrich Franz von Hochberg. Görlitzer Nachrichten 1921.
- Walter F. Schubert (Verfasser), Karl Schulpig (Zeichnungen): Fünfzig Jahre. 1875–1925 Carl Goldschmidt Hutfabrik A.-G., Luckenwalde, Berlin, Jubiläums-Festschrift. Holten, Berlin [1925]
- Ludwig Hohlwein, hrsg. von H. K. Frenzel, mit einer Einführung von Walter F. Schubert (Deutsche und englische Ausgabe). Phönix Illustrations-Druckerei- und Verlag, Berlin 1926.
- Die deutsche Werbe-Graphik. Francken & Lang, Berlin 1927.